# CBJJ

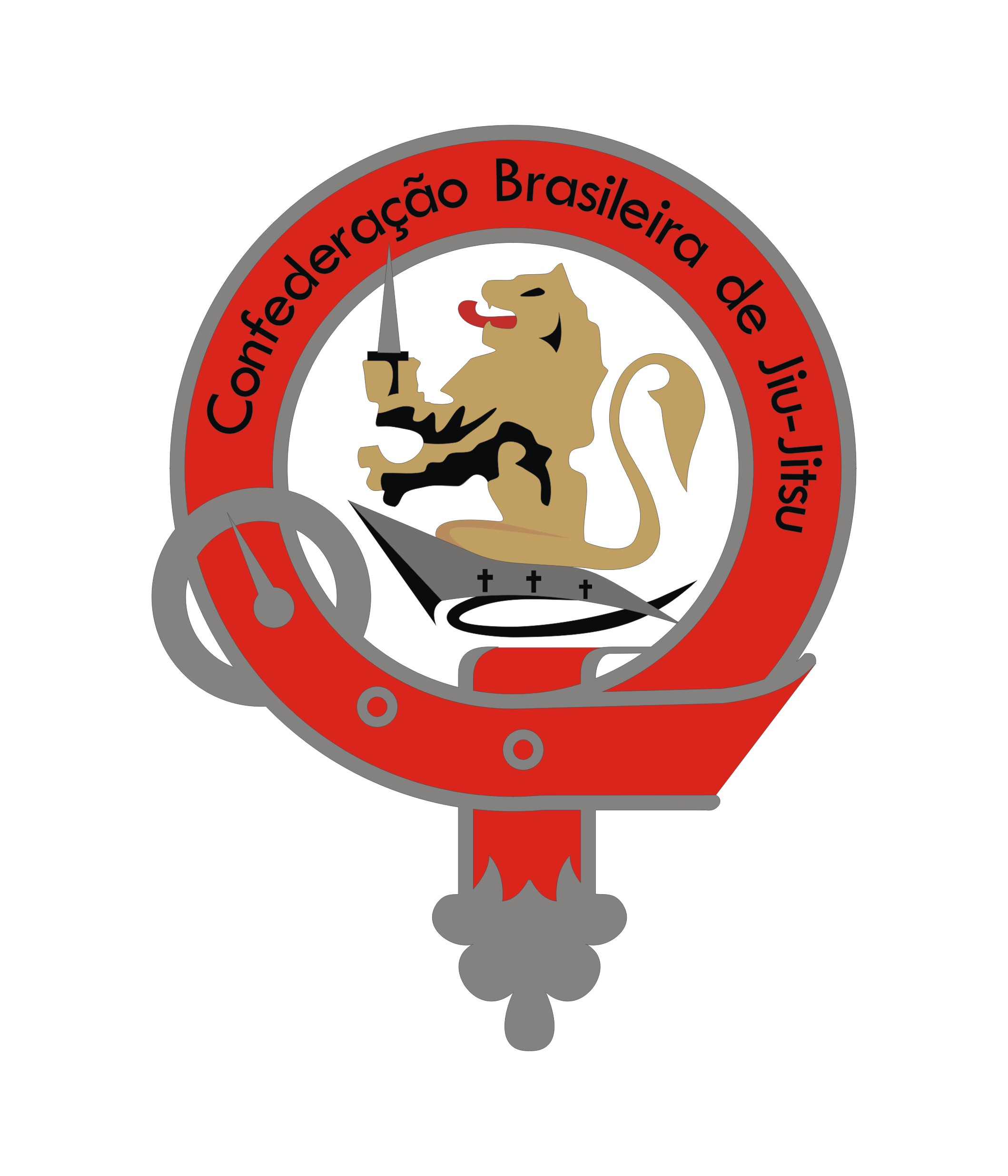
CBJJ

Confederação Brasileira de Jiu-jitsu är förbundet som ansvarar för tävlingsverksamhet och licenser i BJJ (brasiliansk kampsport).